# Dinara Säduakasova
Dinara Ramazanqyzy Säduakasova, spesso traslitterato come Saduakassova (in kazako Динара Рамазанқызы Сәдуакасова?; Astana, 31 ottobre 1996), è una scacchista e attivista kazaka, maestro internazionale.
È dal luglio del 2019 nella top 20 della classifica mondiale FIDE femminile. Dal marzo del 2021 è nella commissione atleti della FIDE che presiederà per sei mesi dal marzo al settembre del 2021.

## Biografia
Si fa notare in ambito giovanile, vincendo il Campionato del mondo giovanile nella categoria femminile under 14 nel 2010 e il mondiale femminile under 18 nel 2014.
Nel 2014 ottiene il titolo di grande maestro femminile, nel 2017 quello di maestro internazionale.
Dopo essere diventata nel 2016, campionessa mondiale juniores di scacchi, ha aperto un'accademia di scacchi per bambini in Kazakistan, suo paese d'origine, che ospita più di 200 bambini. È stata nominata ambasciatrice UNICEF (Goodwill Ambassador).
Nel 2019 viene eletta nella commissione regolamenti della FIDE.

## Carriera
Nel 2015 si piazza al secondo posto nella European Club Cup femminile di Skopje con la squadra macedone "Gambit Asseco SEE".
Nel 2016 in aprile vince il Campionato del mondo juniores di scacchi femminile di Bhubaneswar in India.

### Nazionale
Al maggio del 2021 è stata convocata nella nazionale kazaka femminile dodici volte, disputando cinque Olimpiadi (2008, 2010, 2012, 2014, 2018), tre Campionati del mondo a squadre (2013, 2015, 2019), tre Campionati asiatici a squadre (2012, 2014, 2016, 2018).
Nel 2016 ha vinto la medaglia di bronzo ai Campionati asiatici a squadre femminili di Abu Dhabi.